# Dennis Karjala
Dennis S. Karjala (19 de dezembro de 1939 – 26 de abril de 2017) foi um professor estadunidense de direito, professor da Universidade do Estado do Arizona. Seus principais interesses para ensino e pesquisa estão primariamente na área de propriedade intelectual, mais especificamente em direitos de copyright e suas aplicações em tecnologias digitais.  Seu trabalho na área de propriedade intelectual é internacionalmente reconhecido e complementado pela sua facilidade em falar e escrever em japonês. 

## Biografia
Karjala, que começou a trabalhar na Universidade do Estado do Arizona em 1978, ensinava matérias sobre direitos de propriedade, copyright, propriedade intelectual internacional e propriedade intelectual no ciberespaço. Porém, por muito tempo ele trabalhou e escreveu artigos nas áreas de segurança, direitos corporativos, imposto de renda federal (pessoal e corporativo) e planejamento de negócios. 
Foi professor visitante em inúmeras universidades incluindo a Universidade de Minnesota, Universidade de Washington e UCLA, conduzindo aulas principalmente nas áreas de segurança e copyright. Chegou a trabalhar também como advogado no início de sua carreira, na firma McCutchen, Doyle, Brown & Enersen em São Francisco na Califórnia. 
Dennis era muito envolvido com causas relacionadas a leis de copyright e é citado em vários casos relacionados a esse assunto.
Em 1992, foi chamado para analisar o caso Accolade/Sega, onde a Sega estava processando a Accolade com acusações de violação de copyrights, trademarks e competição injusta.[carece de fontes?]
Em 1998, escreveu uma declaração direcionada ao poder judiciário e ao senado na esperança de conseguir impedir a aprovação do Copyright Term Extension Act (CTEA). Ele testemunhou em frente a um comitê do judiciário defendendo que a proposta iria gerar grandes custos ao público geral sem trazer nenhum benefício. Além disso, Karjala também escreveu várias cartas direcionadas a membros do congresso, expondo seus argumentos contra a lei. Porém, mesmo com os esforços, a lei foi aprovada.
Também no mesmo tópico, Karjala possui um website chamado "Opposing Copyright Extension" onde ele fala sobre o CTEA, expõe sua opinião sobre o assunto e divulga materiais sobre a lei e políticas de termos de copyright. No próprio website, ele menciona que o mesmo foi criado na esperança de que quando esse tópico surgir novamente, aqueles que buscam defender o interesse do público tenham mais munição para o mesmo. Ainda no website, ele também agradece o professor Lawrence Lessig da Universidade de Harvard pelos esforços dedicados à causa. Segundo Karjala, Lessig forneceu uma quantidade iménsuravel do seu tempo, dinheiro e talento em favor da causa e que, por mais que eles não tenham sucedido, a luta foi importante para apresentar o problema ao público. 
Em 2013, Karjala foi citado no jornal Washington Post em uma história sobre a extensão de copyright. O artigo se chama 15 years ago, Congress kept Mickey Mouse out of the public domain. Will they do it again? - Quinze anos atrás, o congresso manteve Mickey Mouse fora do domínio público. Farão isso novamente? (Tradução livre do autor) que fala sobre o CTEA e extensão da proteção de copyrights de vários clássicos, incluindo Mickey Mouse e até mesmo Superman, por mais 20 anos. Em uma das citações no artigo, se referindo ao CTEA, Karjala diz que "não houve um único argumento que consiga se manter após qualquer tipo de análise razoável" (Tradução livre do autor). Em uma outra citação do artigo, ele menciona que as pessoas que apoiam a lei são justamente as que se beneficiariam diretamente se ela fosse aprovada, ou seja, donos de copyrights de trabalhos antigos que estavam prester a expirar.  
Em 2015, houve outra citação aos pensamentos de Karjala em um jornal, ainda sobre o CTEA. O jornal Los Angeles Times fez um artigo sobre o Diário de Anne Frank e os seus problemas envolvendo as leis de copyright. Em uma das citações utilizadas, Karjala diz que não há nada que faça com que um termo de copyright de 95 anos seja um incentivo para qualquer um para criar qualquer coisa e que a lei não visa influenciar expressão artística. 

## Vida pessoal
Dennis era casado com Katarina Karjala com quem teve três filhos. Ele era fluente em japonês e tinha conhecimento em alemão, francês e eslovaco.

## Formação acadêmica
Antes de se consolidar na área de Direito, Karjala chegou a estudar engenharia elétrica. Sua formação acadêmica pode ser vista abaixo.
| Ano  | Instituição                            | Curso                      | Grau Acadêmico | Grau de Honra     |
| ---- | -------------------------------------- | -------------------------- | -------------- | ----------------- |
| 1961 | Universidade de Princeton              | Engenharia Elétrica/Física | B.S.E.         | Cum Laude         |
| 1963 | Universidade de Illinois               | Engenharia Elétrica        | M.S.           | -                 |
| 1965 | Universidade de Illinois               | Engenharia Elétrica        | Ph.D.          | -                 |
| 1972 | Universidade da Califórnia em Berkeley | Direito                    | J.D.           | Order of The Coif |

## Carreira
Ele já trabalhou em diversas universidades como professor visitante e costuma tirar anos sabáticos para se dedicar às suas pesquisas. Segue um pouco da sua carreira ao longo dos anos: 
1966 - 1969: Assistente de Professor de engenharia elétrica na Universidade Estadual de Michigan, ensinando cursos nas áreas de teorias do campo eletromagnético.

1972 - 1977: Trabalhou como advogado na firma McCutchen, Doyle, Brown & Enersen em São Francisco na Califórnia, engajado na área de negócios e práticas corporativas, envolvendo empresas de todos os tamanhos.

1977: Pesquisador independente no Centro de Pesquisa Interdisciplinar da Universidade de Bielefeld na Alemanha, num projeto que investigava o desenvolvimento histórico de grandes negócios na Inglaterra, França, Alemanha e Estados Unidos.

1978: Trabalhou como instrutor na área de escrita e análise legal na Universidade do Novo México e entrou na Universidade do Estado do Arizona como professor associado.

1980 - 1981: Foi palestrante na Faculdade de Direito da Universidade de Hokkaido no Japão.

1981: Se tornou professor titular de direito na Universidade do Estado do Arizona, onde trabalha até hoje.

1984: Professor visitante na Escola de Direito da UCLA, ensinando cursos nas áreas impostos e segurança.

1985 - 1986: Ano sabático como pesquisador na Universidade de Tóquio, conduzindo pesquisas sobre problemas de proteção de software de computadores, especialmente em relação à lei japonesa.

1987: Voltou à Universidade de Tóquio durante o verão como pesquisador visitante.

1988: Professor visitante na Universidade de Washington, onde ofereceu um curso básico sobre corporações e um seminário sobre computadores e a lei.

1990: Professor visitante na Universidade de Tóquio, conduzindo aulas sobre tópicos avançados de leis de segurança.

1992 - 1993: Ano sabático como pesquisador no Instituto Max Planck em Munique, estudando na área de proteção de copyright de softwares de computadores. 

1997 - 1998: Professor visitante na Escola de Direito da Universidade de Minnesota, ensinando cursos nas áreas de copyright, associações de negócios e leis de segurança. 

2001 - 2002: Ano sabático no Canadá como pesquisador visitante na Faculdade de Direito da Universidade da Colúmbia Britânica.

2008 - 2009: Ano sabático na Bratislava, Eslováquia, ensinando cursos sobre os Estados Unidos e a propriedade intelectual internacional na Faculdade de Direito da Universidade de Comenius.

## Publicações
Karjala possui uma extensa lista de artigos acadêmicos em seu currículo. Ele publicou alguns livros, inclusive em japonês. 

### Livros
- Human Genome Initiative (Center for the Study of Law, Science and Technology, Arizona State University 1992).
- Seminar on American Securities Law (Sho¯ji Ho¯mu Kenkyu¯kai 1991).
- Dennis S. Karjala & K. Sugiyama, Japan U.S. Computer Copyright Law (Nihon Hyo¯ronsha 1989).
- Cases and Materials For Computers and the Law (Arizona State University College of Law 1984).

### Participação em livros
- Intellectual Property Management in Health and Agricultural Innovation: A Handbook of Best Practices (ISBN-10:1424320267, MIHR-USA, 2007). [9]
- Functionality as the Distinction Between Patent and Copyright Subject Matter (227 Lorrie Cranor & Steven Wildman eds., MIT Press 2003).
- Federal Tax Aspects of Separation and Divorce (3d ed. Michie 1998).
- The Term of Copyright, in Growing Pains: Adapting Copyright For Libraries, Education and Society (33 Laura N. Gasaway ed., Fred B. Rothman & Company 1997).
- The Future of Copyright in the Digital Age (H. Herrmann ed., Walter de Gruyter 1996).
- Recent Developments in the Copyright Protection of Computer Software in the United States and Japan (909, (H.G. Leser & T. Isomura, eds., Duncker & Humblot 1992)).
- Intellectual Property Rights in Japan and the Protection of Computer Software (F.W. Rushing & C.G. Brown eds., Westview Press 1990).
- Federal Tax Aspects of Separation and Divorce (Michie 1986).
- The Board of Directors in English and American Companies through 1920 (N. Horn & J. Kocka eds., Vandenhoeck und Ruprecht 1979).

### Artigos mais recentes
- Sustainability and Intellectual Property Rights in Traditional Knowledge, 53 Jurimetrics J. 57 (2012). [10]
- Intellectual Property Rights Within the University: The Lithuanian and U.S. Examples, Dennis Karjala & Mindaugas Kiskis, 1 Intellectual Economics 65 (2011). [11]
- Protecting Innovation in Computer Software, Biotechnology and Nanotechnology, 16 Va. J. L. & Tech. 42 (2011). [12]
- Access to Computer Programs Under the DMCA, 25 J. Marshall J. of Comp. & Info. Law 641 (2009). [13]
- Copyright and Creativity, 15 U.C.L.A. Ent. L. Rev 169 (2008). [14]
- Judicial Oversight of Copyright Legislation, 35 N. Ky. L. Rev. 253 (2008). [15]
- Does Information Beget Information?, 2007 Duke Law & Tech. Rev. 1 (2007). [16]
- Biotech Patents and Indigenous Peoples, 7 Minn. J. L. Sci. & Tech. 483 (2006). [17]
- Congestion Externalities as a Basis for Extended Intellectual Property Protection, 94 Geo. L. J. 1065 (2006).
- Harry Potter, Tanya Grotter, and the Copyright Derivative Work, 38 Ariz. St. L. J. 17 (2006). [18]
- Distinguishing Patent and Copyright Subject Matter, 35 Conn. L. Rev. 439 (2003).
- Looking Beyond Intellectual Property in Resolving Protection of Intangible Cultural Heritage of Indigenous Peoples, Robert K. Paterson & Dennis S. Karjala, 11 Cardozo J. Int'l & Comp. L. 633 (2003).  [19]
- Judicial Review of Copyright Term Extension Legislation, 36 Loy. L.A. L. Rev. 199 (2002). [20]
- Digital Copyright, 42 Jurimetrics J. 97 (2001). (revisão do livro)